# グウェン・トーレンス
グウェン・トーレンス（Gwen Torrence、1965年6月12日 - ）は、アメリカ合衆国のジョージア州ディケーター出身の元陸上競技選手である。短距離を専門とする選手であり、1992年バルセロナオリンピック200mの金メダリストである。彼女が活躍した時代は、エベリン・アシュフォードやフローレンス・ジョイナー、マリーン・オッティなどといった多くの強豪相手がひしめいていたが、数多くのメジャーな大会で勝利を収めてきた。

## 実績
| 年   | 大会                     | 場所                                 | 種目         | 結果 | 記録    |
| ---- | ------------------------ | ------------------------------------ | ------------ | ---- | ------- |
| 1985 | ユニバーシアード         | 神戸（日本）                         | 4×100mリレー | 金   | 43.28   |
| 1987 | ユニバーシアード         | ザグレブ（ユーゴスラビア）           | 100m         | 金   | 11.09   |
| 1987 | ユニバーシアード         | ザグレブ（ユーゴスラビア）           | 200m         | 金   | 22.44   |
| 1987 | パンアメリカンゲームズ   | インディアナポリス（アメリカ合衆国） | 200m         | 金   | 22.52   |
| 1987 | パンアメリカンゲームズ   | インディアナポリス（アメリカ合衆国） | 4×100mリレー | 金   | 42.91   |
| 1988 | オリンピック             | ソウル（大韓民国）                   | 100m         | 5位  | 10.97   |
| 1988 | オリンピック             | ソウル（大韓民国）                   | 200m         | 6位  | 22.17   |
| 1989 | 世界室内陸上選手権       | ブダペスト（ハンガリー）             | 60m          | 銀   | 7.07    |
| 1991 | 世界陸上選手権           | 東京（日本）                         | 100m         | 銀   | 11.03   |
| 1991 | 世界陸上選手権           | 東京（日本）                         | 200m         | 銀   | 22.16   |
| 1992 | オリンピック             | バルセロナ（スペイン）               | 200m         | 金   | 21.81   |
| 1992 | オリンピック             | バルセロナ（スペイン）               | 4×100mリレー | 金   | 42.11   |
| 1992 | オリンピック             | バルセロナ（スペイン）               | 4×400mリレー | 銀   | 3:20.92 |
| 1993 | 世界陸上選手権           | シュトゥットガルト（ドイツ）         | 100m         | 銅   | 10.89   |
| 1993 | 世界陸上選手権           | シュトゥットガルト（ドイツ）         | 200m         | 銀   | 22.00   |
| 1993 | 世界陸上選手権           | シュトゥットガルト（ドイツ）         | 4×100mリレー | 銀   | 41.49   |
| 1993 | 世界陸上選手権           | シュトゥットガルト（ドイツ）         | 4×400mリレー | 金   | 3:16.71 |
| 1993 | IAAFグランプリファイナル | ロンドン（イギリス）                 | 100m         | 1位  | 11.03   |
| 1994 | IAAFグランプリファイナル | パリ（フランス）                     | 100m         | 2位  | 10.82   |
| 1995 | 世界陸上選手権           | イェーテボリ（スウェーデン）         | 100m         | 金   | 10.85   |
| 1995 | 世界陸上選手権           | イェーテボリ（スウェーデン）         | 4×100mリレー | 金   | 42.12   |
| 1995 | IAAFグランプリファイナル | （モナコ）                           | 100m         | 1位  | 22.20   |
| 1996 | オリンピック             | アトランタ（アメリカ合衆国）         | 100m         | 銅   | 10.96   |
| 1996 | オリンピック             | アトランタ（アメリカ合衆国）         | 4×100mリレー | 金   | 41.14   |

## 自己ベスト
- 100m　10秒82 (1994年9月3日)
- 200m　21秒72 (1992年8月5日、世界歴代7位)
- 400m　49秒64 (1992年7月15日)